# Ville de Paris (Schiff, 1765)
Die Ville de Paris (französisch Le Ville-de-Paris ‚Stadt Paris‘) war ein 90-Kanonen-Linienschiff 1. Ranges der französischen Marine, das von 1765 bis 1782 in Dienst stand.

## Geschichte

### Bau
Im Jahr 1757 wurde in Rochefort der Dreidecker L’Impétueux unter der Bauaufsicht von François-Guillaume Clairain des Lauriers auf Kiel gelegt. Die Bauarbeiten wurden jedoch bald darauf unterbrochen.
Nachdem die Stadt Paris einen Großteil der Finanzierung übernommen hatte, wurden die Arbeiten im Jahr 1762 wieder aufgenommen, und das Schiff lief unter dem neuen Namen Ville de Paris am 12. April 1764 vom Stapel. Sie war neben der zwei Jahre jüngeren Bretagne einer der beiden Dreidecker unter den 22 zwischen 1762 und 1768 in Frankreich fertiggestellten Kriegsschiffen. Von diesen waren 17 durch Spenden der Städte und Provinzen finanziert. Am 2. Juni 1764 wurde die Ville de Paris in Brest entwaffnet und bis zum Mai 1778 aufgelegt.
Vergleich der großen Linienschiffe von Frankreich, Großbritannien und Spanien zur Zeit des Stapellaufs der Ville de Paris.
| Schiff                          | Royal Louis                                                                | Bretagne                                                                   | Ville de Paris                                               | Royal George                                                               | Victory                                                                    | Sandwich                                                                  | Santísima Trinidad                                                         |
| ------------------------------- | -------------------------------------------------------------------------- | -------------------------------------------------------------------------- | ------------------------------------------------------------ | -------------------------------------------------------------------------- | -------------------------------------------------------------------------- | ------------------------------------------------------------------------- | -------------------------------------------------------------------------- |
| Land                            | Frankreich                                                                 | Frankreich                                                                 | Frankreich                                                   | Großbritannien                                                             | Großbritannien                                                             | Großbritannien                                                            | Spanien                                                                    |
| Stapellauf                      | 1759                                                                       | 1766                                                                       | 1764                                                         | 1756                                                                       | 1765                                                                       | 1759                                                                      | 1769                                                                       |
| Abmessung Länge Breite Tiefgang | 0 61,72 16,73 8,34                                                         | 0 60,41 16,24 7,84                                                         | 0 57,50 15,75 7,47                                           | 0 54,3 15,8 6,6                                                            | 0 56,08 15,56 6,55                                                         | 0 53,65 14,95 6,11                                                        | 0 61,30 16,16 8,08                                                         |
| Vermessung in tons (bm)         | 3.000                                                                      | 2.600                                                                      | 2.000                                                        | 2.046                                                                      | 2.142                                                                      | 1.869                                                                     | 2.475                                                                      |
| Bewaffnung                      | 116 Kanonen 32 × 36-Pfünder 34 × 24-Pfünder 34 × 18-Pfünder 16 × 8-Pfünder | 100 Kanonen 30 × 36-Pfünder 32 × 24-Pfünder 32 × 12-Pfünder 06 × 6-Pfünder | 90 Kanonen 30 × 36-Pfünder 32 × 24-Pfünder 28 × 18-Pfünder 0 | 100 Kanonen 28 × 42-Pfünder 28 × 24-Pfünder 28 × 12-Pfünder 16 × 6-Pfünder | 100 Kanonen 30 × 42-Pfünder 28 × 24-Pfünder 30 × 12-Pfünder 12 × 6-Pfünder | 90 Kanonen 28 × 32-Pfünder 28 × 18-Pfünder 30 × 12-Pfünder 04 × 6-Pfünder | 116 Kanonen 30 × 36-Pfünder 32 × 24-Pfünder 32 × 12-Pfünder 22 × 8-Pfünder |

### Einsätze
Die Ville de Paris war in der Seeschlacht bei Ouessant am 27. Juli 1778 das Schiff von Chef d’escadre de Guichen. Hierbei kämpfte sie unter anderem gegen die Victory.
Während der folgenden Instandsetzung der Ville de Paris von September 1778 bis April 1779 wurden das Vor- und Achterschiff ausgebaut und die Bewaffnung des Schiffes auf 100 Kanonen verstärkt.
Im Jahr 1779 folgte ein Einsatz bei dem gescheiterten Angriff auf die südenglischen Hafenstädte Portsmouth und Plymouth. Dabei sollte die Ville de Paris unter Kapitän Huon de Kermadec die französische Landung auf der Isle of Wight decken.
Der Rumpf des Schiffes wurde 1780 zur Vorbereitung seines Einsatzes in der Karibik mit Kupfer beschlagen. Man platzierte zudem vier weitere Kanonen auf dem Achterdeck.
Im März 1781 stach die Ville de Paris als Flaggschiff einer Flotte von 21 Schiffen unter Lieutenant-général de Grasse in Richtung Karibik in See. Sie war an der Seeschlacht von Fort Royal (Martinique) beteiligt, die als Artillerieduell auf große Distanz mit der Weiterfahrt der Franzosen endete. Nach der Eroberung Tobagos segelte die französische Flotte zurück nach Santo Domingo. Am 12. August erhielt hier de Grasse ein Schreiben Rochambeaus, in dem dieser Verstärkungen für sein im Amerikanischen Unabhängigkeitskrieg kämpfendes französisches Hilfskorps anforderte. Grasse segelte von Haiti zur Chesapeake Bay. Hier wurden Anfang September etwa 3.000 Soldaten angelandet. Mit der Seeschlacht vor der Chesapeake Bay griff die französische Flotte danach am 5. September entscheidend in den Amerikanischen Unabhängigkeitskrieg ein.
Am 17. September 1781 empfing de Grasse George Washington an Bord der Ville de Paris vor Cape Henry. Die beiden vereinbarten, die französische Flotte noch sechs Wochen zur Blockade der Briten vor der Küste zu belassen.
Nachdem die britische Armee am 19. Oktober in der Schlacht bei Yorktown kapituliert hatte, verlegte de Grasse am 4. November seine Schiffe zu weiteren Operationen gegen die Briten wieder in die Karibik.

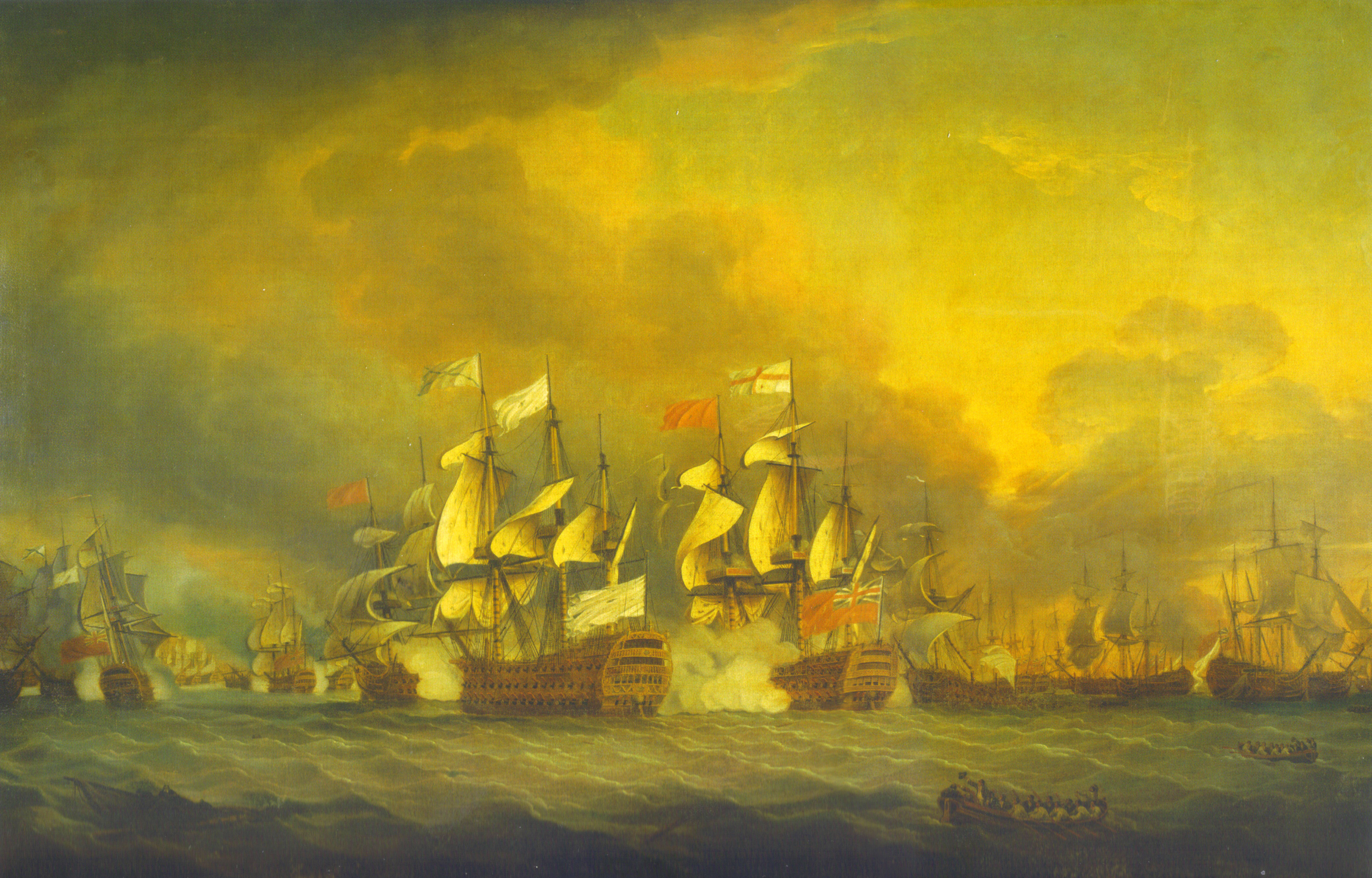
Die Ville de Paris in der Schlacht von Les Saintes

Während im Januar 1782 de Grasses Landungstruppen die Insel St. Kitts für Frankreich eroberten, kämpfte die Ville de Paris in der Seeschlacht von St. Kitts.
Im April waren die französischen Schiffe unterwegs zur Invasion Jamaikas. Bei der Inselgruppe Îles des Saintes zwischen Guadeloupe und Dominica trafen sie auf eine überlegene englische Flotte. In der Schlacht von Les Saintes am 12. April 1782 wurde die Ville de Paris von ihrem Flottenverband getrennt und wie vier weitere französische Schiffe durch die Briten erobert. Der Dreidecker war die größte Seekriegsbeute des 18. Jahrhunderts.
Die eroberten Schiffe wurden von den Briten zur Reparatur zunächst nach Port Royal gebracht. Die instandgesetzte Ville de Paris war Teil eines großen Konvois aus Kriegs- und Handelsschiffen auf dem Weg von Jamaika nach Großbritannien, als sie am 19. September 1782 in einem Hurrikan vor Neufundland sank. Es gab einen Überlebenden.

## Sonstiges
Das Schicksal der Ville de Paris nach der verlorenen Seeschlacht war in Frankreich zunächst unbekannt. Der Malakologe Pierre Denys de Montfort veröffentlichte noch 1801 in seinem mehrbändigen Werk Histoire naturelle, générale et particuliere, des mollusques, animaux sans vertèbres et a sang blanc (deutsch: „Naturgeschichte der Weichtiere im allgemeinen und besonderen“) die These, die Ville de Paris und neun weitere Kriegsschiffe seien bereits in der Nacht nach der Seeschlacht am 12. April 1782 einem gigantischen Kraken zum Opfer gefallen. Möglicherweise war dies eine bewusste Fiktion de Montforts. De Montforts These wurde nach Bekanntwerden der den Briten längst bekannten Fakten wiederholt spöttisch aufgegriffen.
Nach der 1782 gesunkenen Ville de Paris wurde das 1789 in Chatham auf Kiel gelegte und 1795 vom Stapel gelaufene britische Linienschiff HMS Ville de Paris benannt.
Die Schiffsglocke der Ville de Paris wird im Shropshire Regimental Museum im Shrewsbury Castle ausgestellt.

## Technische Beschreibung

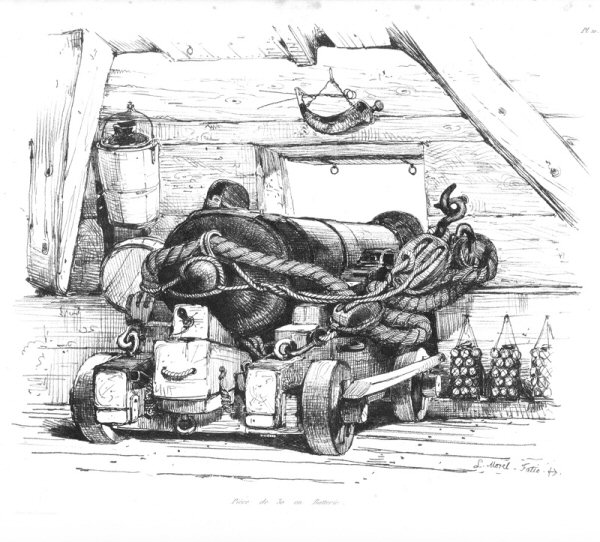
Zeichnung eines französischen
36-Pfünders.

Die Ville de Paris war als Batterieschiff mit drei durchgehenden Geschützdecks konzipiert und hatte eine Länge von 57,50 Metern (Geschützdeck) bzw. 46,78 Metern (Kiel), eine Breite von 15,75 Metern und einen Tiefgang von 7,47 Metern bei einer Verdrängung von 4.222 Tonnen.
Das Schiff war in der damals üblichen Rahtakelage als Fregattschiff mit drei Masten (Fockmast, Großmast und Kreuzmast) ausgeführt. Die Masten und Rahen bestanden aus Kiefernholz, während das Tauwerk und die Segel aus Hanf bestanden. Ein zweiter Satz, Segel und Tauwerk wurde im Laderaum als Reserve mitgeführt.
Der aus Eichenholz bestehende Rumpf schloss im Heckbereich mit einem Heckspiegel, in den Galerien integriert waren, die in die seitlich angebrachten Seitengalerien mündeten. Diese waren aus Repräsentationsgründen durch zeitspezifische Schnitzereien und Bildhauerarbeiten geschmückt und bestanden aus Ulmen-, Linden-, Pappel- und Nussbaumholz. An der obersten Position des Heckspiegels befanden sich traditionell drei Hecklaternen. Die Beplankung war kraweel ausgeführt, das heißt, die Enden der Planken stießen stumpf aufeinander, so dass eine glatte Außenfläche entstand.
Die Bewaffnung bestand bei Indienststellung aus 90 Geschützen in unterschiedlichen Kalibern, die sich aber im Laufe ihrer Dienstzeit auf 104 Kanonen erhöhte und verteilte sich auf die verschiedenen Decks.
|        | Unteres Batteriedeck | Mittleres Batteriedeck | Oberes Batteriedeck | Backdeck      | Achterdeck    | Kanonen (Geschossgewicht) |
| ------ | -------------------- | ---------------------- | ------------------- | ------------- | ------------- | ------------------------- |
| Design | 30 × 36-Pfünder      | 32 × 24-Pfünder        | 28 × 18-Pfünder     | –             | –             | 90 Kanonen (534,534 kg)   |
| 1780   | 30 × 36-Pfünder      | 32 × 24-Pfünder        | 32 × 18-Pfünder     | 6 × 6-Pfünder | 4 × 6-Pfünder | 104 Kanonen (560,967 kg)  |

## Besatzung
Die Besatzung hatte eine Stärke von 1.115 Mann (6 bis 25 Offiziere und 1.090 Unteroffiziere bzw. Mannschaften).